# Australië op de Olympische Zomerspelen 1976
Australië nam deel aan de Olympische Zomerspelen 1976 in Montréal, Canada. Voor het eerst sinds 1924 werd geen enkele gouden medaille gewonnen.

## Medaillewinnaars
| Medal  | Naam                                                       | Sport        | Onderdeel                       |
| ------ | ---------------------------------------------------------- | ------------ | ------------------------------- |
| Zilver | Australische hockeyploeg                                   | Hockey       | Mannentoernooi                  |
| Brons  | Stephen Holland                                            | Zwemmen      | Mannen, 1.500 meter vrije stijl |
| Brons  | John Bertrand                                              | Zeilen       | Mannen, finn klasse             |
| Brons  | Ian Brown Ian Ruff                                         | Zeilen       | Mannen, 470 klasse              |
| Brons  | Mervyn Bennet, Denis Pigott, Bill Roycroft, Wayne Roycroft | Paardensport | Eventing, team                  |

## Deelnemers en resultaten

### Atletiek
| Olympiër                                                   | Discipline               | Resultaat | Prestatie                                                                                       |
| ---------------------------------------------------------- | ------------------------ | --------- | ----------------------------------------------------------------------------------------------- |
| Peter Fitzgerald                                           | 100m (m)                 | 48e       | serie 4: 6e in 10,87                                                                            |
| Peter Fitzgerald                                           | 200m (m)                 | 14e       | serie 3: 2e in 21,35 kwartfinale 4: 4e in 21,07 halve finale 1: 8e in 21,29                     |
| Rick Mitchell                                              | 200m (m)                 | DNF       | serie 2: 1e in 21,91 kwartfinale 2: niet gestart                                                |
| Peter Grant                                                | 400m (m)                 | 27e       | serie 1: 4e in 47,03 kwartfinale 1: 6e in 47,69                                                 |
| Rick Mitchell                                              | 400m (m)                 | 6e        | serie 2: 2e in 46,11 kwartfinale 2: 1e in 45,76 halve finale 1: 4e in 45,69 finale: 6e in 45,40 |
| Graham Crouch                                              | 1500m (m)                | 8e        | serie 3: 3e in 3.37,97 halve finale 1: 2e in 3.39,86 finale: 8e in 3.41,80                      |
| David Fitzsimons                                           | 10000m (m)               | 27e       | serie 1: 5e in 28.16,43 finale: 14e in 29.17,74                                                 |
| Chris Wardlaw                                              | 10000m (m)               | 6e        | serie 3: 5e in 28.17,52 finale: 12e in 28.29,91                                                 |
| Max Binnington                                             | 110m horden (m)          | DNF       | serie 2: niet gefinisht                                                                         |
| Warren Parr                                                | 110m horden (m)          | 610       | serie 3: 4e in 14,02 halve finale 1: 6e in 13,88                                                |
| Peter Grant                                                | 400m horden (m)          | 17e       | serie 2: 5e in 51,07                                                                            |
| Don Hanly                                                  | 400m horden (m)          | 18e       | serie 1: 5e in 51,90                                                                            |
| Peter Larkins                                              | 3000m steeplechase (m)   | 21e       | serie 3: 10e in 8.46,89                                                                         |
| Max Binnington Peter Grant Don Hanly Rick Mitchell         | 4x400m (m)               | 10e       | serie 2: 5e in 3.05,75                                                                          |
| David Chettle                                              | marathon (m)             | DNF       | niet gefinisht                                                                                  |
| Ross Haywood                                               | marathon (m)             | DNF       | niet gefinisht                                                                                  |
| Chris Wardlaw                                              | marathon (m)             | 35e       | 2:23.56                                                                                         |
| Ross Haywood                                               | 20km snelwandelen (m)    | 12e       | 1:30.59,2                                                                                       |
| Chris Commons                                              | verspringen (m)          | 24e       | kwalificatie groep B: 10e met 7,46m                                                             |
| Don Baird                                                  | polsstokhoogspringen (m) | 12e       | kwalificatie groep A: 12e met 5,10m finale: 12e met 5,25m                                       |
| Ray Boyd                                                   | polsstokhoogspringen (m) | 21e       | kwalificatie groep B: 8e met 5,00m                                                              |
| Peter Farmer                                               | kogelslingeren (m)       | 12e       | kwalificatie groep A: 9e met 69,92m finale: 12e met 68,00m                                      |
|                                                            |                          |           |                                                                                                 |
| Raelene Boyle                                              | 100m (v)                 | 4e        | serie 3: 1e in 11,39 kwartfinale 3: 2e in 11,29 halve finale 2: 3e in 11,22 finale: 4e in 11,23 |
| Denise Robertson                                           | 100m (v)                 | 19e       | serie 4: 5e in 11,50 kwartfinale 2: 6e in 11,56                                                 |
| Debbie Wells                                               | 100m (v)                 | 17e       | serie 6: 4e in 11,47 kwartfinale 4: 5e in 11,51                                                 |
| Raelene Boyle                                              | 200m (v)                 | DSQ       | serie 3: 1e in 23,12 kwartfinale 2: 1e in 22,97 halve finale 1: gediskwalificeerd               |
| Denise Robertson                                           | 200m (v)                 | 7e        | serie 1: 2e in 23,23 kwartfinale 4: 3e in 23,12 halve finale 2: 3e in 22,91 finale: 7e in 23,05 |
| Debbie Wells                                               | 200m (v)                 | 19e       | serie 5: 3e in 23,78 kwartfinale 1: 5e in 23,65                                                 |
| Verna Burnard                                              | 400m (v)                 | 12e       | serie 6: 2e in 52,10 kwartfinale 2: 3e in 51,79 halve finale 2: 6e in 51,71                     |
| Judy Canty                                                 | 400m (v)                 | 20e       | serie 3: 3e in 52,88 kwartfinale 1: 6e in 52,65                                                 |
| Bethanie Nail                                              | 400m (v)                 | 10e       | serie 5: 4e in 52,98 kwartfinale 3: 3e in 51,71 halve finale 1: 5e in 51,44                     |
| Judy Amoore                                                | 800m (v)                 | 9e        | serie 1: 2e in 2.00,66 halve finale 1: 5e in 1.59,93                                            |
| Charlene Rendina                                           | 800m (v)                 | 10e       | serie 4: 2e in 2.01,76 halve finale 2: 5e in 2.00,29                                            |
| Judy Amoore                                                | 1500m (v)                | 27e       | serie 1: 7e in 4.14,22                                                                          |
| Gaye Dell                                                  | 100m horden (v)          | 20e       | serie 2: 5e in 13,68                                                                            |
| Raelene Boyle Denise Robertson Debbie Wells Barbara Wilson | 4x100m (v)               | 20e       | serie 1: 4e in 43,67 finale: 5e in 43,18                                                        |
| Verna Burnard Judy Canty Bethanie Nail Charlene Rendina    | 4x400m (v)               | 4e        | serie 2: 2e in 3.25,98 finale: 4e in 3.25,56                                                    |
| Gaye Dell                                                  | speerwerpen (v)          | DNF       | kwalificatie: geen geldige worp                                                                 |

### Basketbal
| Olympiër | Discipline | Resultaat | Prestatie |
| --- | ---------- | --------- | --- |
| Tony Barnett Andris Blicavs Robbie Cadee Andrew Campbell Perry Crosswhite John Maddock Eddie Palubinskas Russell Simon Ray Tomlinson Michael Tucker Peter Walsh Ian Watson | mannen     | 8e        | groepsfase: 4e W van Cuba: 111-89 V van Sovjet-Unie: 77-93 W van Mexico: 120-117 V van Canada: 69-81 W van Japan: 117-79 5-8e plek: V van Italië: 72-79 7-8e plek: V van Cuba: 82-91 |

| Groep A |             |             |             |             |            |            |            |        |
| #       | Land        | Wedstrijden | Wedstrijden | Wedstrijden | Doelpunten | Doelpunten | Doelpunten | Punten |
| #       | Land        | G           | W           | V           | V          | T          | Saldo      | Punten |
| 1       | Sovjet-Unie | 5           | 5           | 0           | 548        | 374        | +174       | 10     |
| 2       | Canada      | 5           | 4           | 1           | 446        | 416        | +30        | 9      |
| 3       | Cuba        | 5           | 3           | 2           | 448        | 402        | +46        | 8      |
| 4       | Australië   | 5           | 2           | 3           | 472        | 481        | -9         | 7      |
| 5       | Mexico      | 5           | 1           | 4           | 461        | 511        | -50        | 6      |
| 6       | Japan       | 5           | 0           | 5           | 364        | 555        | -191       | 5      |

| Ronde      | Datum    | Plaats      | Land    | Score     | Land |
| ---------- | -------- | ----------- | ------- | --------- | ---- |
| Groepsfase |          |             |         |           |      |
| 18 juli    | Montréal | Cuba        | 111-89  | Australië |      |
| 19 juli    | Montréal | Sovjet-Unie | 93-77   | Australië |      |
| 21 juli    | Montréal | Mexico      | 117-120 | Australië |      |
| 23 juli    | Montréal | Australië   | 69-81   | Canada    |      |
| 24 juli    | Montréal | Australië   | 117-79  | Japan     |      |
| 5-8e plek  |          |             |         |           |      |
| 25 juli    | Montreal | Italië      | 79-72   | Australië |      |
| 7-8e plek  |          |             |         |           |      |
| 27 juli    | Montreal | Cuba        | 92-81   | Australië |      |

### Boksen
| Olympiër         | Discipline | Resultaat | Prestatie                                                                                 |
| ---------------- | ---------- | --------- | ----------------------------------------------------------------------------------------- |
| Brian Tink       | -54kg (m)  | 17e       | 1e ronde: W van LIB Zugdani: walk-over 2e ronde: V van ITA Onori: 0-5                     |
| Robert Dauer     | -67kg (m)  | 9e        | 1e ronde: vrij 2e ronde: W van INA van Bronckhorst: 5-0 3e ronde: V van JAM McCallum: 0-5 |
| Wayne Devlin     | -71kg (m)  | 9e        | 1e ronde: V van GBR Davies: knock-out                                                     |
| Philip McElwaine | -71kg (m)  | 9e        | 1e ronde: vrij 2e ronde: V van ROU Năstac: 2-3                                            |

### Boogschieten
| Olympiër       | Discipline      | Resultaat | Prestatie                                                                       |
| -------------- | --------------- | --------- | ------------------------------------------------------------------------------- |
| David Anear    | individueel (m) | 13e       | 1e ronde: 15e met 1173 punten 2e ronde: 7e met 1234 punten totaal: 2407 punten  |
| Terence Reilly | individueel (m) | 26e       | 1e ronde: 21e met 1155 punten 2e ronde: 25e met 1176 punten totaal: 2331 punten |
|                |                 |           |                                                                                 |
| Maureen Adama  | vrouwen (m)     | 25e       | 1e ronde: 24e met 1076 punten 2e ronde: 25e met 1038 punten totaal: 2114 punten |
| Carole Toy     | vrouwen (m)     | 15e       | 1e ronde: 20e met 1123 punten 2e ronde: 12e met 1182 punten totaal: 2305 punten |

### Gewichtheffen
| Olympiër      | Discipline | Resultaat | Prestatie                                                     |
| ------------- | ---------- | --------- | ------------------------------------------------------------- |
| Robert Kabbas | -75kg (m)  | 12e       | trekken: 14e met 127,5kg stoten: 9e met 170kg totaal: 297,5kg |
| Stephen Wyatt | -110kg (m) | DNF       | trekken: 15e met 150kg stoten: geen geldige poging            |
| Bob Edmond    | +110kg (m) | 7e        | trekken: 7e met 157,5kg stoten: 7e met 190kg totaal: 347,5kg  |

### Hockey
| Olympiër | Discipline | Resultaat | Prestatie |
| --- | ---------- | --------- | --- |
| David Bell Greg Browning Rick Charlesworth Ian Cooke Barry Dancer Douglas Golder Robert Haigh Wayne Hammond Jim Irvine Stephan Marshall Malcolm Poole Robert Proctor Graeme Reid Ronald Riley Trevor Smith Terry Walsh | mannen     | Zilver    | groepsfase: 2e W van Maleisië: 2-0 W van Canada: 3-0 W van India: 6-1 V van Nederland: 1-2 V van Argentinië: 2-3 replay: W van India: 1-1 (5-4) halve finale: W van Pakistan: 2-1 finale: V van Nieuw-Zeeland: 0-1 |

| Groep A |            |             |             |             |             |            |            |            |        |
| #       | Land       | Wedstrijden | Wedstrijden | Wedstrijden | Wedstrijden | Doelpunten | Doelpunten | Doelpunten | Punten |
| #       | Land       | G           | W           | G           | V           | V          | T          | Saldo      | Punten |
| 1       | Nederland  | 5           | 5           | 0           | 0           | 11         | 3          | +8         | 10     |
| 2       | Australië  | 5           | 3           | 0           | 2           | 14         | 6          | +8         | 6      |
| 3       | India      | 5           | 3           | 0           | 2           | 12         | 9          | +3         | 6      |
| 4       | Maleisië   | 5           | 2           | 0           | 3           | 3          | 7          | -4         | 4      |
| 5       | Canada     | 5           | 1           | 0           | 4           | 4          | 11         | -7         | 2      |
| 6       | Argentinië | 5           | 1           | 0           | 4           | 4          | 12         | -8         | 2      |

| Ronde        | Datum    | Plaats        | Land      | Score         | Land |
| ------------ | -------- | ------------- | --------- | ------------- | ---- |
| Groepsfase   |          |               |           |               |      |
| 18 juli      | Montréal | Australië     | 2-0       | Maleisië      |      |
| 27 juli      | Montréal | Australië     | 0-0       | Nieuw-Zeeland |      |
| 21 juli      | Montréal | India         | 1-6       | Australië     |      |
| 22 juli      | Montréal | Australië     | 1-2       | Nederland     |      |
| 24 juli      | Montréal | Australië     | 2-3       | Argentinië    |      |
| Replay       |          |               |           |               |      |
| 26 juli      | Montréal | Australië     | 1-1 (5-4) | India         |      |
| Halve finale |          |               |           |               |      |
| 28 juli      | Montréal | Pakistan      | 1-2       | Australië     |      |
| Finale       |          |               |           |               |      |
| 30 juli      | Montréal | Nieuw-Zeeland | 1-0       | Australië     |      |

### Judo
| Olympiër        | Discipline | Resultaat | Prestatie |
| --------------- | ---------- | --------- | --- |
| Warren Richards | -63kg (m)  | 18e       | 1e ronde: V van YUG Vidmajer                                                                                        |
| John Van Hoek   | -70kg (m)  | 7e        | 1e ronde: W van HKG Wing Mok 2e ronde: W van SEN Wade kwartfinale: V van URS Nevzorov herkansingen: V van POL Tałaj |
| Paul Buganey    | -80kg (m)  | 7e        | |

### Kanovaren
| Olympiër                                             | Discipline    | Resultaat | Prestatie                                                                        |
| ---------------------------------------------------- | ------------- | --------- | -------------------------------------------------------------------------------- |
| John Southwood John Sumegi                           | K-2 500m (m)  | 8e        | serie 1: 2e in 1.42,40 halve finale 3: 2e in 1.40,01 finale: 8e in 1.39,77       |
| Adrian Powell John Southwood                         | K-2 1000m (m) | 12e       | serie 2: 6e in 3.37,35 herkansingen: 2e in 3.36,02 halve finale 2: 5e in 3.29,19 |
| Graham Gilles Dennis Heussner John Sumegi John Trail | K-4 1000m (m) | 11e       | serie 3: 2e in 3.10,26 halve finale 2: 4e in 3.16,35                             |
|                                                      |               |           |                                                                                  |
| Helen Jacobsohn Sue Whitebrook                       | K-2 500m (v)  | 14e       | serie 1: 7e in 2.10,62 herkansingen: 4e in 2.03,87                               |

### Moderne vijfkamp
| Olympiër      | Discipline | Resultaat | Prestatie |
| ------------- | ---------- | --------- | --- |
| Peter Macken  | mannen     | 44e       | paardensport: 21e met 1068 punten schermen: 44e met 544 punten schietsport: 34e met 802 punten zwemmen: 46e met 752 punten atletiek: 20e met 1186 punten totaal: 4352 punten |
| Peter Ridgway | mannen     | 42e       | paardensport: 15e met 1068 punten schermen: 40e met 640 punten schietsport: 21e met 912 punten zwemmen: 46e met 910 punten totaal: 4550 punten                               |

### Paardensport
| Olympiër                                                 | Discipline                 | Resultaat | Prestatie |
| -------------------------------------------------------- | -------------------------- | --------- | --- |
| Mervyn Bennett                                           | eventing individueel       | 12e       | dressuur: 49e met 120,84 strafpunten crosscountry: 9e met 85,20 strafpunten springconcours: 1e met 0 strafpunten totaal: 206,09 strafpunten  |
| Denis Pigott                                             | eventing individueel       | 20e       | dressuur: 28e met 92,91 strafpunten crosscountry: 22e met 153,60 strafpunten springconcours: 1e met 0 strafpunten totaal: 246,51 strafpunten |
| Bill Roycroft                                            | eventing individueel       | 16e       | dressuur: 19e met 86,66 strafpunten crosscountry: 19e met 128,80 strafpunten springconcours: 1e met 0 strafpunten totaal: 215,46 strafpunten |
| Wayne Roycroft                                           | eventing individueel       | 5e        | dressuur: 13e met 80,84 strafpunten crosscountry: 12e met 97,20 strafpunten springconcours: 1e met 0 strafpunten totaal: 178,04 strafpunten  |
| Mervyn Bennett Denis Pigott Bill Roycroft Wayne Roycroft | eventing team              | Brons     | dressuur: 7e met 260,41 strafpunten crosscountry: 5e met 311,20 strafpunten springconcours: 1e met 0 strafpunten totaal: 599,54 strafpunten  |
| Kevin Bacon                                              | springconcours individueel | 37e       | 1e ronde: 37e met 25,5 strafpunten |
| Guy Creighton                                            | springconcours individueel | 5e        | 1e ronde: 2e met 4 strafpunten 2e ronde: 7e met 12 strafpunten totaal: 16 strafpunten                                                        |
| Barry Roycroft                                           | springconcours individueel | DNF       | 1e ronde: geëlimineerd |
| Kevin Bacon Guy Creighton Barry Roycroft                 | springconcours team        | 9e        | 1e ronde: 9e met 48 strafpunten |

### Roeien
| Olympiër | Discipline      | Resultaat | Prestatie                                                                    |
| --- | --------------- | --------- | ---------------------------------------------------------------------------- |
| Edward Hale | skiff (m)       | 8e        | serie 3: 2e in 7.20,11 halve finale 2: 6e in 7.16,64 finale B: 2e in 7.58,86 |
| Ian Luxford Chris Shinners                                                                                         | twee-zonder (m) | 13e       | serie 2: 5e in 7.07,21 herkansingen: 4e                                      |
| Stuart Carter Ian Clubb Tim Conrad Islay Lee Athol MacDonald Robert Paver Brian Richardson Malcolm Shaw Tim Conrad | acht (m)        | 5e        | serie 1: 1e in 5.39,07 finale: 5e in 6.09,75                                 |

### Schermen
| Olympiër     | Discipline | Resultaat | Prestatie |
| ------------ | ---------- | --------- | --- |
| Greg Benko   | degen (m)  | 27e       | 1e ronde groep D: 3e (2-1) 2e ronde groep C: 5e (2-3)                                                                                         |
| Greg Benko   | floret (m) | 6e        | 1e ronde groep A: 4e (3-3) 2e ronde groep F: 2e (3-2) 3e ronde: 4e (10-9) 4e ronde: 2e (10-9) halve finale groep C: 3e (2-3) finale: 6e (0-5) |
| Ernest Simon | floret (m) | 42e       | 1e ronde groep B: 5e (2-4) |
|              |            |           | |
| Helen Smith  | floret (v) | 17e       | 1e ronde groep A: 4e (1-3) 2e ronde groep C: 1e (4-1) halve finale groep B: 5e (2-3)                                                          |

### Schietsport
| Olympiër           | Discipline             | Resultaat | Prestatie                       |
| ------------------ | ---------------------- | --------- | ------------------------------- |
| Donald Brook       | 50m geweer 3 houdingen | 50e       | 1139 punten: (397-381-361)      |
| Donald Brook       | 50m geweer liggend     | 41e       | 586 punten: (99-96-97-99-97-98) |
| Don Gowland        | 50m geweer liggend     | 51e       | 584 punten: (96-99-98-98-97-96) |
| John Gillman       | 50m pistool            | 42e       | 525 punten: (87-83-86-88-90-91) |
| Norman Harrison    | 50m pistool            | 32e       | 540 punten: (89-93-89-91-91-87) |
| Alexander Taransky | 25m snelvuurpistool    | 34e       | 580 punten: (290-290)           |
| Peter Wray         | trap                   | 25e       | 173 punten                      |

### Schoonspringen
| Olympiër         | Discipline    | Resultaat | Prestatie                           |
| ---------------- | ------------- | --------- | ----------------------------------- |
| Steve Foley      | 3m plank (m)  | 21e       | kwalificatie: 21e met 447,15 punten |
| Donald Wagstaff  | 3m plank (m)  | 9e        | kwalificatie: 9e met 529,11 punten  |
| Steve Foley      | 10m toren (m) | 24e       | kwalificatie: 24e met 396,90 punten |
| Donald Wagstaff  | 10m toren (m) | 15e       | kwalificatie: 15e met 454,25 punten |
|                  |               |           |                                     |
| Madeline Barnett | 3m plank (v)  | 15e       | kwalificatie: 15e met 391,77 punten |
| Elizabeth Jack   | 3m plank (v)  | 22e       | kwalificatie: 22e met 348,54 punten |
| Madeline Barnett | 10m toren (v) | 18e       | kwalificatie: 18e met 323,67 punten |
| Elizabeth Jack   | 10m toren (v) | 20e       | kwalificatie: 20e met 312,18 punten |

### Turnen
| Olympiër         | Discipline               | Resultaat | Prestatie |
| ---------------- | ------------------------ | --------- | --------- |
| Phil Cheetham    | vloer (m)                | 87e       |           |
| Phil Cheetham    | sprong (m)               | 82e       |           |
| Phil Cheetham    | rekstok (m)              | 83e       |           |
| Phil Cheetham    | brug (m)                 | 74e       |           |
| Phil Cheetham    | ringen (m)               | 82e       |           |
| Phil Cheetham    | paard voltige (m)        | 85e       |           |
| Phil Cheetham    | meerkamp individueel (m) | 84e       |           |
| Peter Lloyd      | vloer (m)                | 69e       |           |
| Peter Lloyd      | sprong (m)               | 89e       |           |
| Peter Lloyd      | rekstok (m)              | 80e       |           |
| Peter Lloyd      | brug (m)                 | 56e       |           |
| Peter Lloyd      | ringen (m)               | 85e       |           |
| Peter Lloyd      | paard voltige (m)        | 60e       |           |
| Peter Lloyd      | meerkamp individueel (m) | 81e       |           |
|                  |                          |           |           |
| Jenny Sunderland | vloer (v)                | 83e       |           |
| Jenny Sunderland | sprong (v)               | 73e       |           |
| Jenny Sunderland | brug (v)                 | 73e       |           |
| Jenny Sunderland | balk (v)                 | 78e       |           |
| Jenny Sunderland | meerkamp individueel (m) | 83e       |           |

### Waterpolo
| Olympiër | Discipline | Resultaat | Prestatie |
| --- | ---------- | --------- | --- |
| Edmond Brooks Randall Goff Andrew Kerr Ross Langdon Ian Mills Peter Montgomery David Neesham Charles Turner Paul Williams David Woods Rodney Woods | mannen     | 11e       | groepsfase: 4e V van Hongarije: 6-7 V van Bondsrepubliek Duitsland: 3-4 V van Canada: 5-6 groep 2 7-12e plek: 5e V van Canada: 3-4 W van Iran: 8-2 V van Sovjet-Unie: 2-4 G tegen Mexico: 4-4 V van Cuba: 3-8 |

| Groep C |                          |             |             |             |             |        |        |        |        |
| #       | Land                     | Wedstrijden | Wedstrijden | Wedstrijden | Wedstrijden | Punten | Punten | Punten | Punten |
| #       | Land                     | G           | W           | G           | V           | V      | T      | Saldo  | Punten |
| 1       | Hongarije                | 3           | 3           | 0           | 0           | 15     | 8      | +7     | 6      |
| 2       | Bondsrepubliek Duitsland | 3           | 2           | 0           | 1           | 9      | 7      | +2     | 4      |
| 3       | Canada                   | 3           | 1           | 0           | 2           | 8      | 14     | -6     | 2      |
| 4       | Australië                | 3           | 0           | 0           | 3           | 14     | 17     | -3     | 0      |

| Ronde      | Datum    | Plaats                   | Land | Score     | Land |
| ---------- | -------- | ------------------------ | ---- | --------- | ---- |
| Groepsfase |          |                          |      |           |      |
| 18 juli    | Montréal | Hongarije                | 7-6  | Australië |      |
| 19 juli    | Montréal | Bondsrepubliek Duitsland | 4-3  | Australië |      |
| 20 juli    | Montréal | Canada                   | 6-5  | Australië |      |

| Groep 7-12de plaats |             |             |             |             |             |        |        |        |        |
| #                   | Land        | Wedstrijden | Wedstrijden | Wedstrijden | Wedstrijden | Punten | Punten | Punten | Punten |
| #                   | Land        | G           | W           | G           | V           | V      | T      | Saldo  | Punten |
| 1                   | Cuba        | 5           | 4           | 1           | 0           | 34     | 14     | +20    | 9      |
| 2                   | Sovjet-Unie | 5           | 3           | 1           | 1           | 33     | 16     | +17    | 7      |
| 3                   | Canada      | 5           | 2           | 2           | 1           | 27     | 21     | +6     | 6      |
| 4                   | Mexico      | 5           | 1           | 3           | 1           | 26     | 19     | +7     | 5      |
| 5                   | Australië   | 5           | 1           | 1           | 3           | 20     | 25     | -5     | 3      |
| 6                   | Iran        | 5           | 0           | 0           | 5           | 8      | 53     | -45    | 0      |

| Ronde      | Datum    | Plaats      | Land | Score     | Land |
| ---------- | -------- | ----------- | ---- | --------- | ---- |
| Groepsfase |          |             |      |           |      |
| 22 juli    | Montréal | Canada      | 4-3  | Australië |      |
| 23 juli    | Montréal | Australië   | 8-2  | Iran      |      |
| 24 juli    | Montréal | Sovjet-Unie | 7-2  | Australië |      |
| 26 juli    | Montréal | Australië   | 4-4  | Mexico    |      |
| 27 juli    | Montréal | Cuba        | 8-3  | Australië |      |

### Wielersport
| Olympiër                                                 | Discipline                    | Resultaat | Prestatie                                                                                      |
| Baan                                                     | Baan                          | Baan      | Baan                                                                                           |
| -------------------------------------------------------- | ----------------------------- | --------- | ---------------------------------------------------------------------------------------------- |
| Gary Sutton                                              | individuele achtervolging (m) | 8e        | kwalificatie: 6e 1e ronde: W van BEL Baugnies: 4.51,36 kwartfinale 3: V van FRG Braun: 4.49,61 |
| Stephen Goodall Kevin Nichols Geoff Skaines John Thorsen | ploegenachtervolging (m)      | 12e       | kwalificatie: 12e                                                                              |
| Ron Boyle                                                | sprint (m)                    | 20e       | 1e ronde serie 9: V van FRG Berkmann herkansingen 1e ronde: V van DEN Fredborg                 |
| Stephen Goodall                                          | tijdrit (m)                   | 12e       | 1.08,610                                                                                       |
| Weg                                                      |                               |           |                                                                                                |
| Alan Goodrope                                            | wegwedstrijd (m)              | DNF       | niet gefinisht                                                                                 |
| Peter Kesting                                            | wegwedstrijd (m)              | DNF       | niet gefinisht                                                                                 |
| Remo Sansonetti                                          | wegwedstrijd (m)              | 34e       | 4:49.01,0                                                                                      |
| Clyde Sefton                                             | wegwedstrijd (m)              | 28e       | 4:49.01,0                                                                                      |
| Ian Chandler Remo Sansonetti Sal Sansonetti Clyde Sefton | ploegentijdrit (m)            | 9e        | 2:13.43                                                                                        |

### Worstelen
| Olympiër          | Discipline  | Resultaat   | Prestatie |
| Vrije stijl       | Vrije stijl | Vrije stijl | Vrije stijl |
| ----------------- | ----------- | ----------- | --- |
| Gordon Smith      | -57kg (m)   | 18e         | 1e ronde: V van ROU Anghel 2e ronde: V van BUL Dukov                                                              |
| Zsigmond Kelevitz | -68kg (m)   | 10e         | 1e ronde: V van MGL Natsagdorj 2e ronde: W van KOR Jin-Won 3e ronde: W van PUR González 4e ronde: V van ISR Miron |
| Bruce Akers       | -74kg (m)   | 15e         | 1e ronde: V van SWE Karlsson 2e ronde: V van CAN Renken                                                           |

### Zeilen
| Olympiër                                | Discipline      | Resultaat | Prestatie                          |
| --------------------------------------- | --------------- | --------- | ---------------------------------- |
| John Bertrand                           | finn            | Brons     | 46,4 punten: (2-6-1-22-5-5-6)      |
| Ian Brown Ian Ruff                      | star            | Brons     | 57 punten: (12-4-4-17-9-1-4)       |
| Timothy Alexander Mark Bethwaite        | flying dutchman | 9e        | 74,7 punten: (10-15-13-9-5-6-2)    |
| Brian Lewis Warren Rock                 | tornado         | 4e        | 44,4 punten: (opgave-6-2-12-1-6-1) |
| James Byrne Joern Hellner               | tempest         | 10e       | 92 punten: (14-13-10-14-4-8-9)     |
| John Anderson David Forbes Denis O'Neil | soling          | 11e       | 92,7 punten: (19-6-14-9DSQ-7-4)    |

### Zwemmen
| Olympiër                                                 | Discipline            | Resultaat | Prestatie                                                            |
| -------------------------------------------------------- | --------------------- | --------- | -------------------------------------------------------------------- |
| Peter Coughlan                                           | 100m vrije slag (m)   | 19e       | serie 5: 4e in 53,49                                                 |
| Glenn Patching                                           | 100m vrije slag (m)   | 17e       | serie 4: 5e in 53,29                                                 |
| Neil Rogers                                              | 100m vrije slag (m)   | 26e       | serie 3: 4e in 53,96                                                 |
| Peter Dawson                                             | 200m vrije slag (m)   | 18e       | serie 8: 3e in 1.55,16                                               |
| Mark Kerry                                               | 200m vrije slag (m)   | 16e       | serie 8: 2e in 1.54,86                                               |
| Graham Windeatt                                          | 200m vrije slag (m)   | 13e       | serie 4: 2e in 1.54,35                                               |
| Steve Holland                                            | 400m vrije slag (m)   | 5e        | serie 4: 1e in 3.58,39 finale: 5e in 3.57,59                         |
| Max Metzker                                              | 400m vrije slag (m)   | 13e       | serie 7: 3e in 4.00,82                                               |
| Graham Windeatt                                          | 400m vrije slag (m)   | 26e       | serie 3: 5e in 4.04,31                                               |
| Steve Holland                                            | 1500m vrije slag (m)  | Brons     | serie 4: 1e in 15.25,93 finale: 3e in 15.04,66                       |
| Max Metzker                                              | 1500m vrije slag (m)  | 6e        | serie 5: 2e in 15.36,14 finale: 6e in 15.31,53                       |
| Paul Nash                                                | 1500m vrije slag (m)  | 11e       | serie 3: 2e in 15.46,51                                              |
| Mark Kerry                                               | 100m rugslag (m)      | 7e        | serie 5: 1e in 57,99 halve finale 2: 4e in 58,04 finale: 7e in 57,94 |
| Glenn Patching                                           | 100m rugslag (m)      | 6e        | serie 4: 2e in 59,49 halve finale 2: 5e in 58,15                     |
| Mark Tonelli                                             | 100m rugslag (m)      | 8e        | serie 1: 2e in 58,53 halve finale 1: 4e in 58,14 finale: 8e in 58,42 |
| Mark Kerry                                               | 200m rugslag (m)      | 5e        | serie 1: 1e in 2.03,54 finale: 5e in 2.04,07                         |
| Mark Tonelli                                             | 200m rugslag (m)      | 4e        | serie 4: 2e in 2.05,10 finale: 4e in 2.03,17                         |
| Paul Jarvie                                              | 100m schoolslag (m)   | 14e       | serie 5: 5e in 1.06,22 halve finale 2: 8e in 1.06,20                 |
| Paul Jarvie                                              | 200m schoolslag       | 22e       | serie 3: 6e in 2.30,15                                               |
| Neil Rogers                                              | 100m vlinderslag (m)  | 8e        | serie 2: 2e in 57,08 halve finale 1: 3e in 55,72 finale: 8e in 56,57 |
| Ross Seymour                                             | 100m vlinderslag (m)  | 24e       | serie 6: 4e in 57,74                                                 |
| Ross Seymour                                             | 200m vlinderslag (m)  | DSQ       | serie 4: gediskwalificeerd                                           |
| Jeff Van de Graaf                                        | 200m vlinderslag (m)  | 11e       | serie 2: 3e in 2.05,85                                               |
| Peter Dawson                                             | 400m wisselslag (m)   | 10e       | serie 4: 3e in 4.33,01                                               |
| Jeff Van de Graaf                                        | 400m wisselslag (m)   | 15e       | serie 3: 4e in 4.35,83                                               |
| Peter Coughlan Peter Dawson Mark Tonelli Graham Windeatt | 4x200m vrije slag (m) | 9e        | serie 2: 3e in 7.44,42                                               |
| Peter Coughlan Paul Jarvie Mark Kerry Neil Rogers        | 4x100m wisselslag (m) | 6e        | serie 1: 3e in 3.53,98 finale: 6e in 3.51,34                         |
|                                                          |                       |           |                                                                      |
| Lesleigh Harvey                                          | 100m vrije slag (v)   | 33e       | serie 2: 5e in 1.01,59                                               |
| Drue Le Guier                                            | 100m vrije slag (v)   | 22e       | serie 6: 4e in 59,40                                                 |
| Jenny Tate                                               | 100m vrije slag (v)   | 16e       | serie 5: 3e in 58,78 halve finale 2: 8e in 58,88                     |
| Michelle Ford                                            | 100m vrije slag (v)   | 16e       | serie 6: 4e in 2.05,72                                               |
| Sonya Gray                                               | 100m vrije slag (v)   | 27e       | serie 1: 4e in 2.10,73                                               |
| Lesleigh Harvey                                          | 100m vrije slag (v)   | 22e       | serie 4: 4e in 2.08,60                                               |
| Rosemary Milgate                                         | 400m vrije slag (v)   | 13e       | serie 5: 2e in 4.21,20                                               |
| Jenny Turrall                                            | 400m vrije slag (v)   | 14e       | serie 5: 3e in 4.21,33                                               |
| Tracey Wickham                                           | 400m vrije slag (v)   | 16e       | serie 1: 3e in 4.24,44                                               |
| Rosemary Milgate                                         | 800m vrije slag (v)   | 4e        | serie 3: 3e in 8.53,65 finale: 4e in 8.47,21                         |
| Jenny Turrall                                            | 800m vrije slag (v)   | 8e        | serie 3: 2e in 8.51,41 finale: 8e in 8.52,88                         |
| Tracey Wickham                                           | 800m vrije slag (v)   | 15e       | serie 3: 5e in 9.01,93                                               |
| Michelle de Vries                                        | 100m rugslag (v)      | 12e       | serie 2: 2e in 1.06,22 halve finale 1: 6e in 1.06,02                 |
| Glenda Robertson                                         | 100m rugslag (v)      | 16e       | serie 4: 4e in 1.06,19 halve finale 1: 8e in 1.06,93                 |
| Michelle de Vries                                        | 200m rugslag (v)      | 26e       | serie 4: 6e in 2.28,18                                               |
| Glenda Robertson                                         | 200m rugslag (v)      | 9e        | serie 4: 4e in 2.18,62                                               |
| Allison Smith                                            | 100m schoolslag (v)   | 37e       | serie 6: 7e in 1.21,62                                               |
| Judith Hudson                                            | 200m schoolslag (v)   | 20e       | serie 4: 5e in 2.43,88                                               |
| Allison Smith                                            | 200m schoolslag (v)   | 32e       | serie 1: 5e in 2.50,11                                               |
| Linda Hanel                                              | 100m vlinderslag (v)  | 12e       | serie 3: 3e in 1.03,78 halve finale 2: 6e in 1.03,30                 |
| Lyle Smith                                               | 100m vlinderslag (v)  | 20e       | serie 6: 4e in 1.04,71                                               |
| Nira Stove                                               | 100m vlinderslag (v)  | 21e       | serie 3: 4e in 1.04,78                                               |
| Michelle Ford                                            | 200m vlinderslag (v)  | 12e       | serie 5: 3e in 2.18,24                                               |
| Linda Hanel                                              | 200m vlinderslag (v)  | 20e       | serie 2: 3e in 2.17,66                                               |
| Judith Hudson                                            | 200m vlinderslag (v)  | 15e       | serie 1: 3e in 2.18,12                                               |
| Judith Hudson                                            | 400m wisselslag (v)   | 9e        | serie 1: 2e in 5.00,25                                               |
| Allison Smith                                            | 400m wisselslag (v)   | 19e       | serie 1: 5e in 5.17,51                                               |
| Lesleigh Harvey Drue Le Guier Jenny Tate Tracey Wickham  | 4x100m vrije slag (v) | 9e        | serie 2: 4e in 3.58,87                                               |
| Michelle Devries Judith Hudson Linda Hanel Jenny Tate    | 4x100m wisselslag (v) | 8e        | serie 1: 2e in 4.26,07 finale: 8e in 4.25,91                         |

Amerikaanse Maagdeneilanden · Andorra · Antigua en Barbuda · Argentinië · Australië · Bahama's · Barbados · België · Belize · Bermuda · Bolivia · Bondsrepubliek Duitsland · Brazilië · Bulgarije · Canada · Chili · Colombia · Costa Rica · Cuba · Denemarken · Dominicaanse Republiek · Duitse Democratische Republiek · Ecuador · Egypte · Fiji · Filipijnen · Finland · Frankrijk · Griekenland · Groot-Brittannië · Guatemala · Haïti · Honduras · Hongarije · Hongkong · Ierland · IJsland · India · Indonesië · Iran · Israël · Italië · Ivoorkust · Jamaica · Japan · Joegoslavië · Kaaimaneilanden · Kameroen · Koeweit · Libanon · Liechtenstein · Luxemburg · Maleisië · Marokko · Mexico · Monaco · Mongolië · Nederland · Nederlandse Antillen · Nepal · Nicaragua · Nieuw-Zeeland · Noord-Korea · Noorwegen · Oostenrijk · Pakistan · Panama · Papoea-Nieuw-Guinea · Paraguay · Peru · Polen · Portugal · Puerto Rico · Roemenië · San Marino · Saoedi-Arabië · Senegal · Singapore · Sovjet-Unie · Spanje · Suriname · Thailand · Trinidad en Tobago · Tsjecho-Slowakije · Tunesië · Turkije · Uruguay · Venezuela · Verenigde Staten · Zuid-Korea · Zweden · Zwitserland